# تپه یاکند بالا
تپه یاکند بالا مربوط به دوران‌های تاریخی پس از اسلام است و در شهرستان قزوین، بخش کوهین، روستای یاکند علی‌آباد واقع شده و این اثر در تاریخ ۲۵ اسفند ۱۳۸۰ با شمارهٔ ثبت ۵۵۸۶ به‌عنوان یکی از آثار ملی ایران به ثبت رسیده است.